# Euscorpius italicus
Espèce
Synonymes
- Scorpio italicus Herbst, 1800
- Scorpius provincialis C. L. Koch, 1837
- Scorpio awhasicus Nordmann, 1840
- Euscorpius italicus polytrichus Hadži, 1929
- Euscorpius italicus mesotrichus Hadži, 1929
- Euscorpius italicus oligotrichus Hadži, 1929
- Euscorpius italicus etruriae Caporiacco, 1950

Euscorpius italicus ou Scorpion méditerranéen est une espèce de scorpions de la famille des Euscorpiidae.
Ce petit scorpion d'environ 4 cm ne présente aucun danger pour l'homme.

## Distribution
Cette espèce se rencontre dans le Nord de l'Italie, à Saint-Marin, à Monaco, dans le Sud-Est de la France, dans le Sud de la  Suisse, dans l´Ouest de la Slovénie, dans l´Ouest de la Croatie, au Monténégro, en Albanie, en Macédoine du Nord, dans l´Ouest de la Grèce, dans le Nord de la Turquie, dans l´Ouest de la Géorgie et en Russie dans l´Ouest du kraï de Krasnodar.
Elle a été introduite en Roumanie, en Irak, au Yémen, en Algérie et au Maroc.

## Description

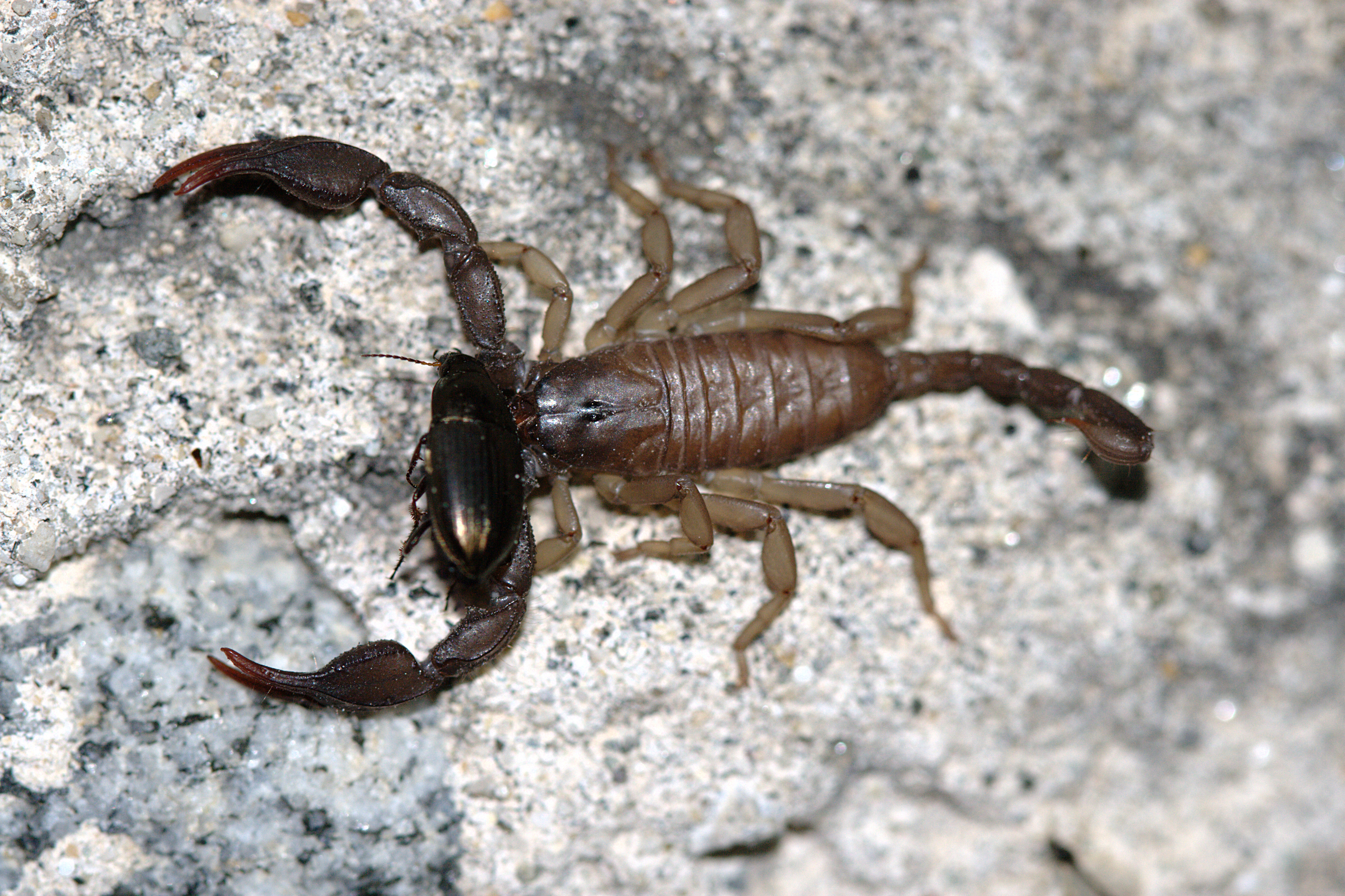
Euscorpius italicus

Les mâles décrits par Gantenbein, Soleglad, Fet, Crucitti et Fet en 2002 mesurent 43,30 mm et 48,25 mm et les femelles 37,75 mm et 41,25 mm.
Le scorpion méditerranéen est fréquent sous les pierres et dans les vieux murs.
Le venin de ce scorpion a une faible toxicité et sa piqûre est sans danger pour l'homme. En cas de piqûre, il suffit de nettoyer et désinfecter la plaie. Prendre du paracétamol n'est pas contre-indiqué si la douleur devient importante. Si les symptômes persistent, se rendre néanmoins dans un lieu médicalisé.

## Systématique et taxinomie
Cette espèce a été décrite sous le protonyme Scorpio italicus par Herbst en 1800. Elle est placée dans le genre Scorpius par Koch en 1837 puis dans le genre Euscorpius par Pavesi en 1876.

## Étymologie
Son nom d'espèce lui a été donné en référence au lieu de sa découverte, l'Italie.

## Publication originale
- Herbst, 1800 : Naturgeschichte der Skorpionen. Natursystem der ungeflügelten Insekten, vol. 4, p. 1-86.

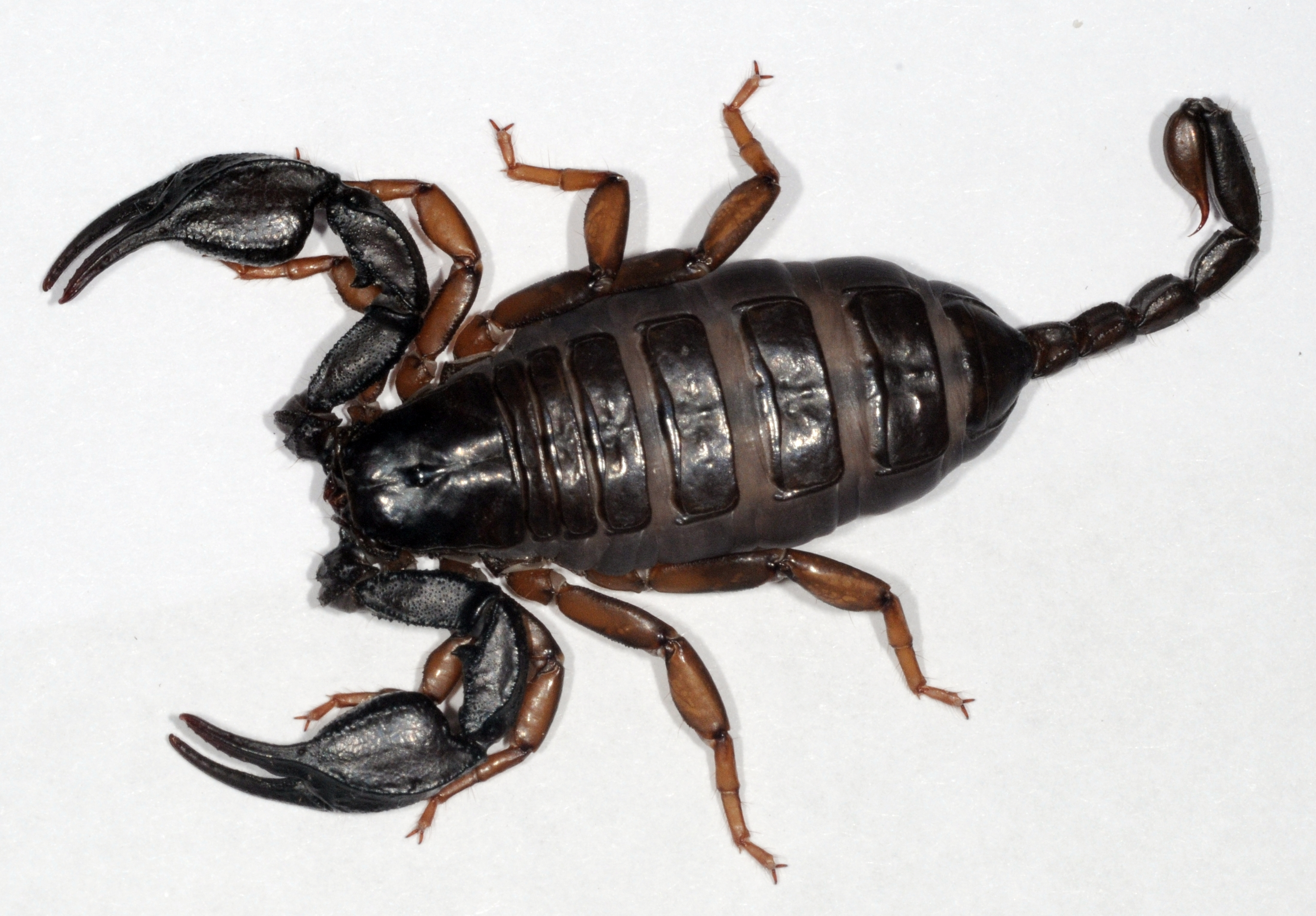
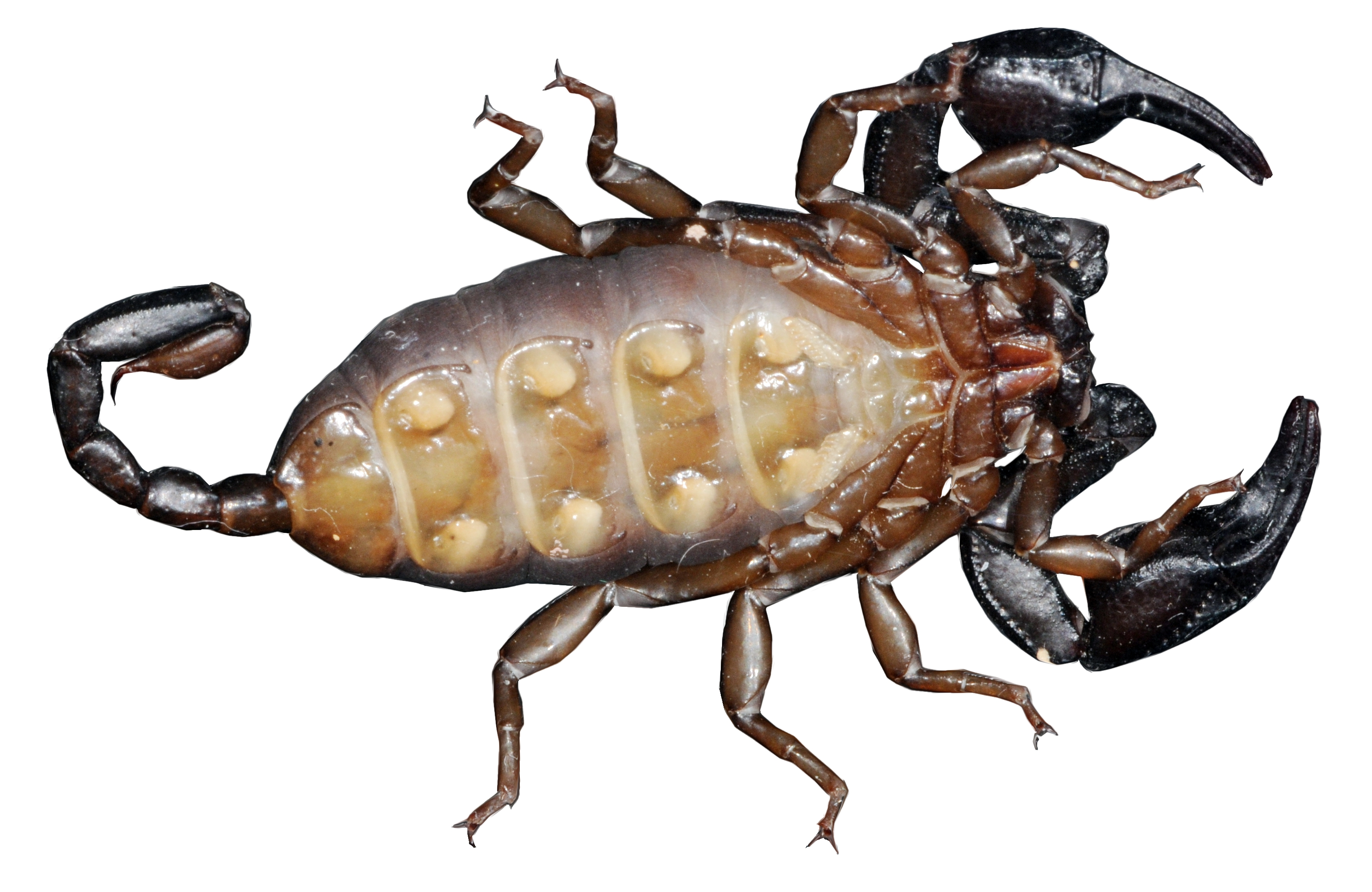
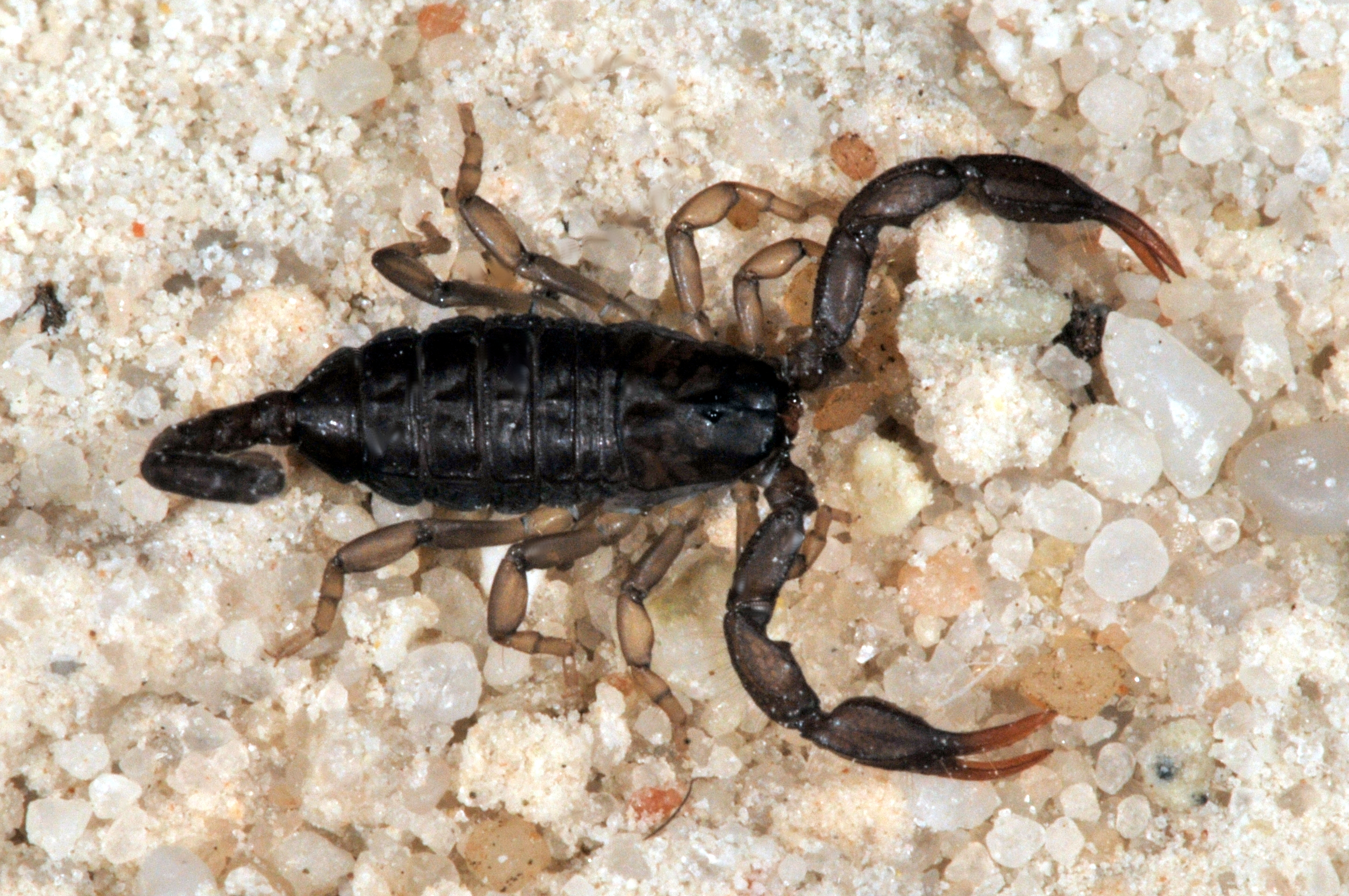
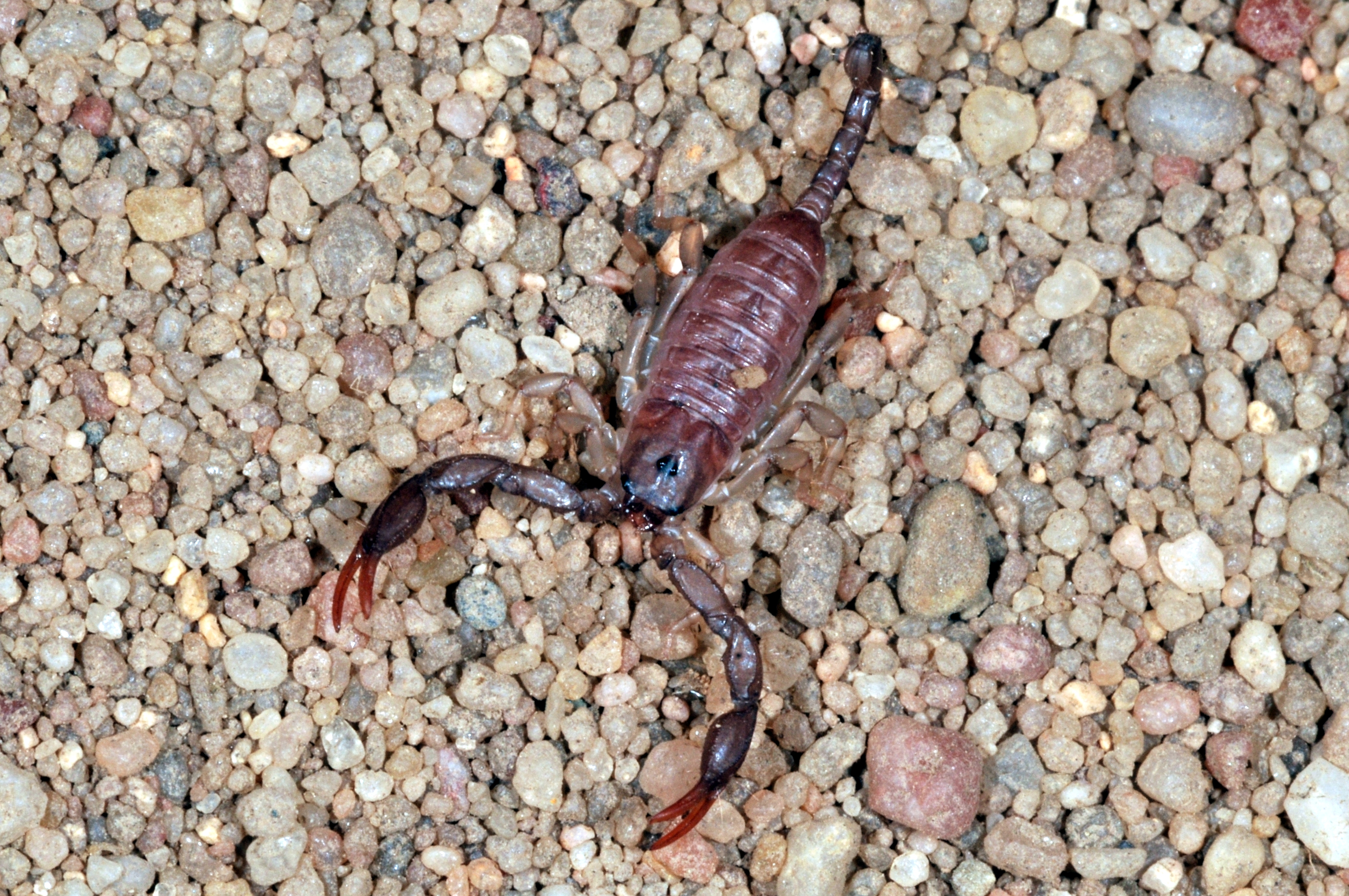
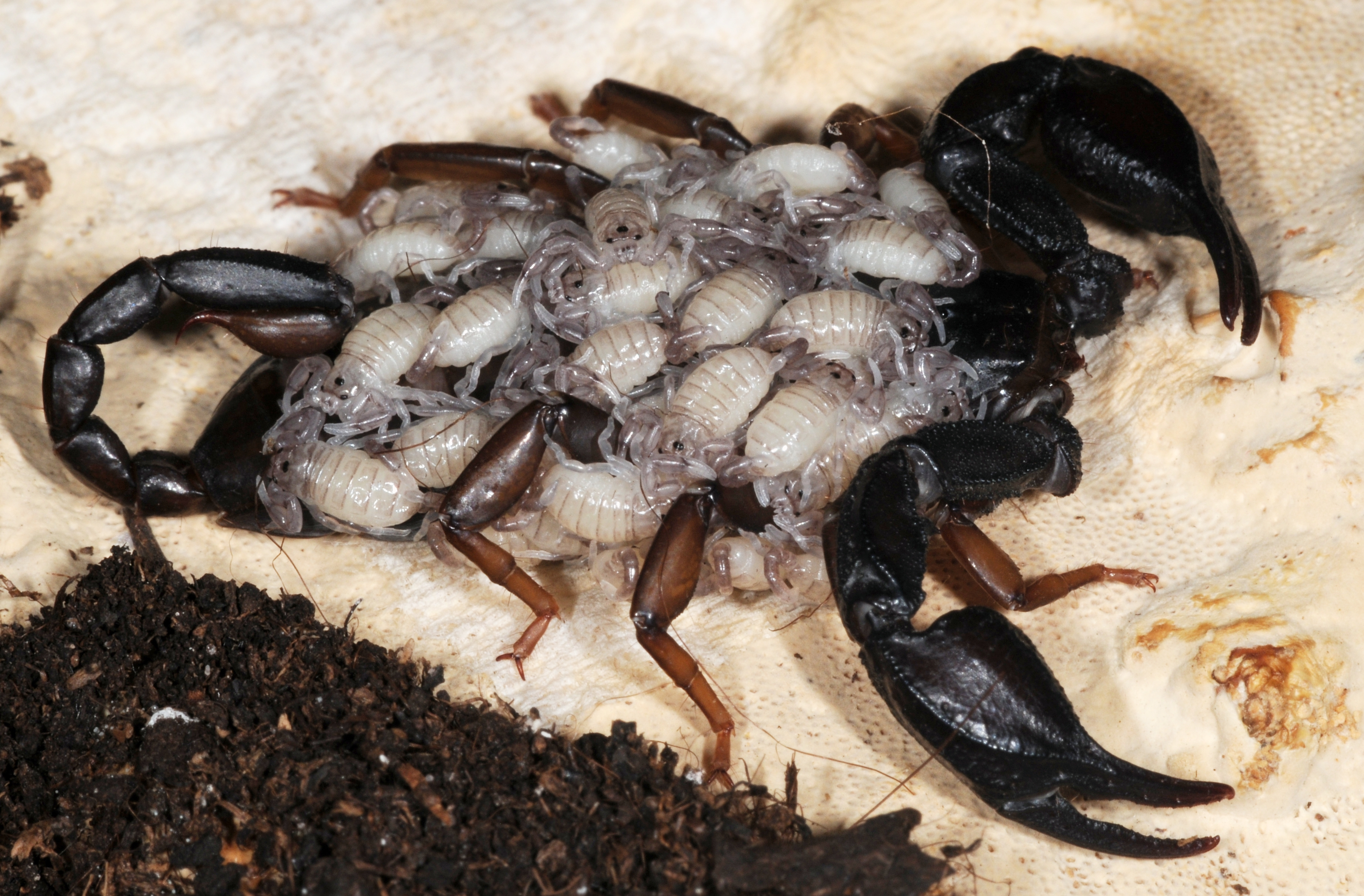